# فرانك جيل (لاعب كرة قدم)
فرانك جيل (بالإنجليزية: Frank Gill)‏ هو لاعب كرة قدم بريطاني في مركز نصف الجناح، ولد في 5 ديسمبر 1948 في مانشستر في المملكة المتحدة. لعب مع مانشستر يونايتد ونادي ألترينتشام ونادي ترانمير روفرز.